# Polyceratocarpus scheffleri
Polyceratocarpus scheffleri är en kirimojaväxtart som beskrevs av Adolf Engler och Friedrich Ludwig Diels. Polyceratocarpus scheffleri ingår i släktet Polyceratocarpus och familjen kirimojaväxter. IUCN kategoriserar arten globalt som starkt hotad. Inga underarter finns listade i Catalogue of Life.